# 多民族立法議会
多民族立法議会（たみんぞくりっぽうぎかい、スペイン語: Asamblea Legislativa Plurinacional）は、ボリビアの立法府である。

## 概要
上院に相当する元老院と下院に相当する代議院の両院で構成する。